# Maarten Wijnants

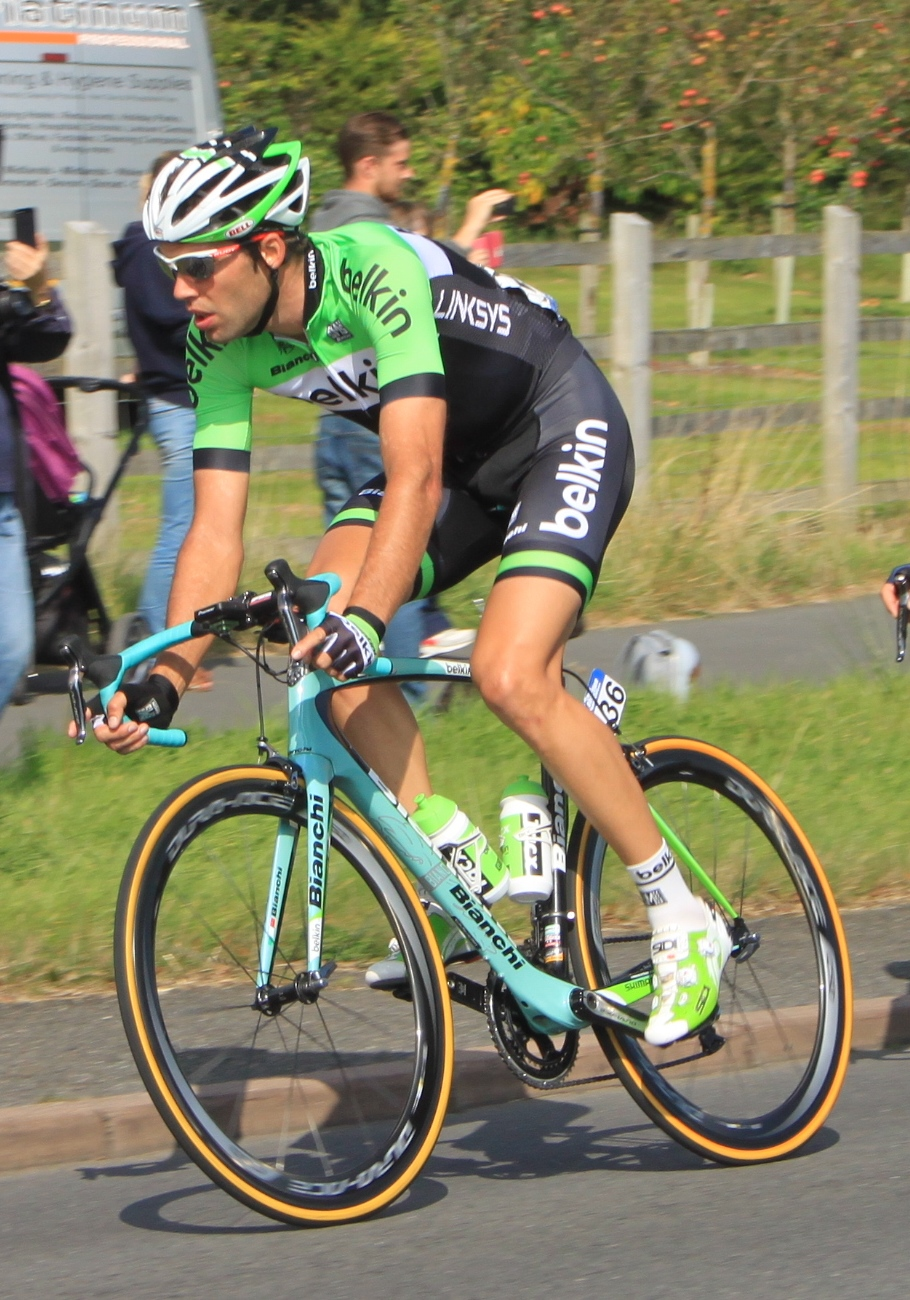
Wijnants bei der Tour of Britain (2014)

Maarten Wijnants (* 13. Mai 1982 in Hasselt) ist ein ehemaliger belgischer Radrennfahrer.

## Karriere
Maarten Wijnants begann seine Karriere 2004 bei dem Radsportteam Jong Vlaanderen 2016 und wurde belgischer Straßenmeister der U23. Im Jahr 2005 wurde er Dritter bei der Hel van het Mergelland. In der Saison 2007 fuhr Wijnants erstmals für ein UCI ProTeam, der belgischen Mannschaft Quick Step-Innergetic. Hier wurde er bei Halle–Ingooigem Dritter. 2008 wurde er Dritter bei der Trofeo Soller. Mit Beginn der Saison 2011 wechselte er zum niederländischen Rabobank Team. Im Jahr 2012 belegte Wijnants Platz 3 bei der Tour de l’Eurométropole und beim Klassiker Paris–Roubaix den zehnten Platz. 2013 wurde er Zweiter bei der Trofeo Platja de Muro und 13. bei Paris–Roubaix. 2016 belegte Wijnants den 12. Platz bei Paris–Roubaix. 2017 konnte den zweiten Platz beim Omloop van het Houtland und dem dritten Platz beim Omloop Mandel-Leie-Schelde Meulebeke erreichen.
Im Juni 2020 gab Wynants bekannt, dass er sich nach Paris–Roubaix 2021 vom Radsport zurückziehen werde um anschließend als Sportdirektor für das Team Jumbo-Visma tätig zu sein. Nach der Verschiebung von Paris–Roubaix in den Oktober 2021 aufgrund der COVID-19-Pandemie in Frankreich, fand sein letztes Rennen bei der Flandern-Rundfahrt 2021 im April statt.

## Erfolge
2004
- Belgischer Meister – Straßenrennen (U23)

2006
- Grote Prijs Beeckman-De Caluwé

2011
- eine Etappe MZF Tirreno–Adriatico

2018
- eine Etappe MZF Tour of Britain

2019
- Gesamtwertung und Hammer Climb Hammer Stavanger

## Grand-Tour-Platzierungen
| Grand Tour            | 2009 | 2010 | 2011 | 2012 | 2013 | 2014 | 2015 | 2016 | 2017 | 2018 | 2019 | 2020 | 2021 |
| --------------------- | ---- | ---- | ---- | ---- | ---- | ---- | ---- | ---- | ---- | ---- | ---- | ---- | ---- |
| Giro d’ItaliaGiro     | –    | –    | –    | –    | DNF  | –    | –    | –    | –    | –    | –    | –    | –    |
| Tour de FranceTour    | –    | 114  | –    | DNF  | 132  | 117  | –    | 138  | –    | –    | –    | –    | –    |
| Vuelta a EspañaVuelta | 113  | –    | –    | –    | –    | –    | DNF  | –    | –    | –    | –    | –    | –    |

## Monumente-des-Radsports-Platzierungen
| Monument                 | 2005 | 2006 | 2007 | 2008 | 2009 | 2010 | 2011 | 2012 | 2013 | 2014 | 2015 | 2016 | 2017 | 2018 | 2019 | 2020 | 2021 |
| ------------------------ | ---- | ---- | ---- | ---- | ---- | ---- | ---- | ---- | ---- | ---- | ---- | ---- | ---- | ---- | ---- | ---- | ---- |
| Mailand–Sanremo          | –    | –    | –    | –    | DNF  | DNF  | 103  | DNF  | DNF  | –    | –    | –    | –    | 126  | –    | –    | –    |
| Flandern-Rundfahrt       | –    | 96   | –    | –    | 73   | 19   | 20   | 25   | 43   | 34   | 72   | 91   | DNF  | 54   | 103  | DNF  | 92   |
| Paris–Roubaix            | –    | –    | –    | DNF  | 27   | 15   | DNF  | 10   | 13   | 39   | 52   | 12   | DNF  | 36   | 40   | –    | –    |
| Lüttich–Bastogne–Lüttich | DNF  | DNF  | –    | DNF  | –    | –    | –    | –    | –    | –    | –    | –    | –    | –    | –    | –    | –    |